# Tower Records
A Tower Records sacramentói székhelyű zenei áruházlánc volt, melyet 1960-ban alapítottak. A vállalat 2007 óta nemzetközi franchise-ként és internetes zeneáruházként működik. A Tower 1960 és 2006 között az Egyesült Államokban is működtetett áruházakat, melyeket bezártak miután a cég csődöt és felszámolást jelentett. A Tower.comot egy másik vállalat felvásárolta, így arra nem volt kihatással az áruházlánc üzleteinek bezárása.

## Története
A Towert 1960-ban, Sacramentóban alapította Russell Solomon. Az üzlet édesapja gyógyszertáráról kapta nevét, amely a Tower Theaterrel egy épületben, azonos néven volt. Itt kezdett el Solomon először hanglemezeket árusítani. Az első Tower Records-üzletet 1960-ban nyitották meg a sacramentói Watt Avenue-n. 1976-ban Solomon megnyitotta a Tower Books, Posters, and Plants üzletet a Tower Records melletti épületben. A Tower volt az egyik első zenebolt, amely megjelent az interneten; 1995-ben a Tower.com tartománynévvel.
A Tower Records alapítása után hét évvel San Fransisco felé terjeszkedett, ahol első üzletüket egy egykori élelmiszerbolt épületében nyitották meg a Bay és Columbus utcák sarkán. Az áruházlánc később nemzetközileg is terjeszkedni kezdett, így az Egyesült Királyságban, Kanadában, Japánban, Hongkongban, Tajvanon, Szingapúrban, Dél-Koreában, Thaiföldön, Malajziában, a Fülöp-szigeteken, Írországban, Izraelben, az Egyesült Arab Emírségekben, Mexikóban, Kolumbiában, Ecuadorban és Argentínában is nyitottak üzleteket. A japán Tower Records-üzletek kiváltak az anyacégből és függetlenül működnek. A leghíresebb Tower Records-üzlet West Hollywood-i Sunset Boulevard északi oldalán található bolt volt.
Az áruházlánc üzletei CD-k és magnókazetták mellett DVD-ket, videójátékokat, kiegészítőket, játékokat és elektronikai eszközöket, így MP3-lejátszókat, illetve néhány Tower Records-üzletben, így a sacramentóiban, a breaiban vagy a Mountain View-iban, valamint a Nashville-iben, a New York-iban, a Seattle-iben és a portlandiben könyveket is árultak.
A Tower Records New Yorkban egy csokornyi üzletet működtetett az Alsó-Broadwayen és közelében. A főáruház az East 4th utca és a Broadway délkeleti sarkán volt, amely négy emeletből állt és mainstream tárgyakat árult. A Tower Records Annex ugyanezen épületben volt, azonban az East 4th utca és a Lafayette délnyugati sarkának „hátulján” volt, és a kínálatát régebbi, kevésbé ismert termékek tették ki. (Ahogy a CD leváltotta a hanglemezeket, azokat áttették a főüzletből az Annexbe.) A harmadik üzlet Tower Video néven futott és az East 4th utca és a Lafayette délkeleti sarkában volt és elsősorban videókra összpontosított, bár az áruház második emeletén egy ideig könyveket is árultak. Az East Village-i főáruház arról volt híres, hogy az 1980-as években az Amerikában még nem kifejezetten népszerű európai új hullámos előadók lemezeit is árulta és a szélesebb nagyvárosi terület tizenéveseinek kedvelt találkozóhelye volt.
A vállalat jelentette meg a Pulse! zenei magazint is, melynek lapszámait a Tower Records-üzleteiben terjesztették ingyen.

### Csőd
A Tower Records először 2004-ben került csődeljárásba. Ennek okai között az 1990-es évek agresszív terjeszkedései során felgyülemlő nagy adósságállományt, a fokozódó versenyt és az internetes kalózkodást sorolták fel. A hanyag vezetés, a vezetői hozzá nem értés és az első csődajánlat bénító korlátozásai is hozzájárultak a Tower bukásához.
Egyes megfigyelőknek gyakorlatias jövőképe volt, így Robert Moognak, a Moog-szintetizátor feltalálójának is, aki megjegyezte, hogy „Sajnálom, ha a Tower Records és a Blockbuster eladásai zuhanásba kezdtek. Másrészről viszont nem is olyan rég ezen a megaáruházláncok még a környék sok zeneboltját vitték csődbe.”
A felhalmozott adósságot 80 és 100 millió amerikai dollár közé saccolták; a cég teljes tőkéje 2004 februárjában éppen 100 millió dollár fölött volt.

### Felszámolás

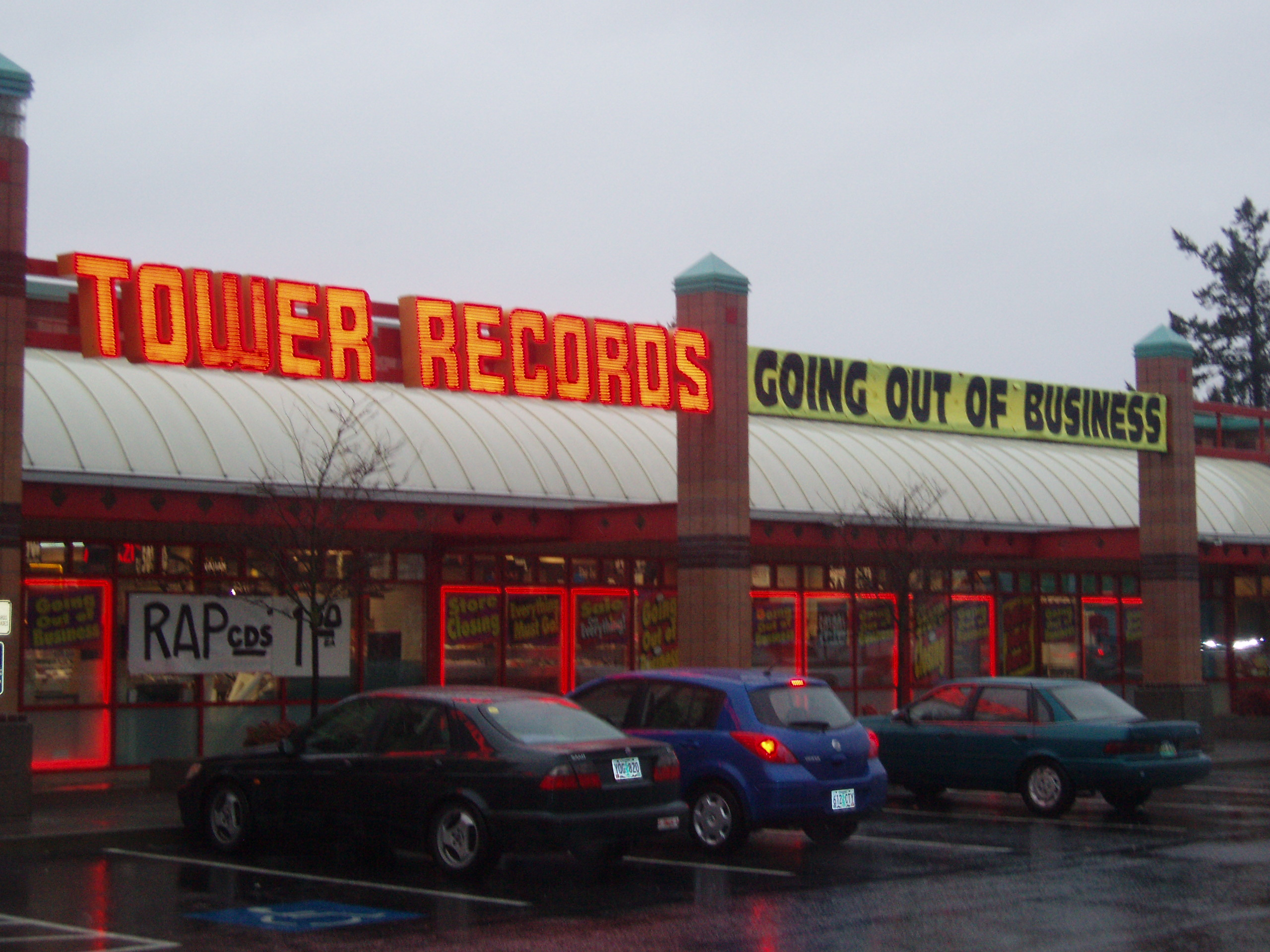
Felszámolás alatti Tower Records-üzlet Portlandben

A Tower Records 11. fejezetű csődeljárást kezdeményezett, immár második alkalommal annak érdekében, hogy megkönnyítsék a vállalat ünnepek előtti felvásárlását.
2006. október 6-án a Great American Group nyerte meg a cég tőkéjére kiírt aukciót, majd a következő napon megkezdte annak felszámolását, melynek keretében csődakciót tartottak az összes egyesült államokbeli Tower Records-üzletben, melyek közül az utolsó 2006. december 22-én zárt be. A Tower Records weboldalát külön értékesítették.
Az FYE zenei áruházlánc cégvezetői tárgyalást kezdeményeztek két sacramentói Tower-üzlet felvásárlásáról, azonban később kihátráltak arra hivatkozva, hogy „a lízingfeltételek nem olyanak, mint amilyenre gondoltunk”. Az FYE végül megszerezte a Nashville-i West End Avenue-n található üzlet lízingét, azonban 2011-ben bezárták az áruházat. Egy Torrance-i Tower Records-üzletet is az FYE vett át.
A San Francisco Bay Areai székhelyű Rasputin Music zenei és video-áruházlánc az egykori fresnói és stocktoni Tower Records-üzletek lízingeinek megszerzésével kezdett el terjeszkedni a kaliforniai központi völgyben. A stocktoni Pacific Avenue-n található Tower Records-üzletet 2006. december 19-én zárták be, melyet 2007. április 28-án váltott le egy Rasputin Music-bolt. A Rasputin Music 2011 végéig az egykori Mountain View-i Tower Records épületében is működtetett egy áruházat, amit azonban később egy egy mérfölddel odébb található kisebb helyszínre helyeztek át, illetve a Pleasant Hill-i üzletüket is áthelyezték az egykori concordi Tower Recordsba. Annak ellenére, hogy az üzlet a Rasputin márkajelzését viselte mégsem távolították el a Tower Records tábláját az egykori Tower Records-üzlet tiszteletére. 2013-ban a concordi Rasputint visszaköltöztették a korábbi Pleasant Hill-i helyszínére.

## Egyéb üzletek
Az alexandriai Landmark Plaza Tower Records-üzletet 2006. december 18-án zárták be, melyet a 2006. december 21-én Tysons Corneri üzlet követett. A Washingtonban (Foggy Bottom) 24 évig működő üzletet a következő napon zárták be, hasonlóan az atlantaihoz.
2006. december 22-én az utolsó, New York-i Tower Records-üzletet is bezárták. A bolt az 1961 Broadwayen, északra, egy háztömbnyire volt a manhattani West Side-on található Lincoln Centertől. Az üzlet, hasonlóan az összes többi még megmaradt egyesült államokbeli Tower Records-bolthoz véglegesen bezárt. A csendes-óceáni idő szerint az utolsó Tower Records-üzlet Mountain Viewban volt, amit a délután közepén zártak be.
Az egyik sacramentói épület 40 éven keresztül adott otthont egy Tower Records-üzletnek, a szemközti telken kezdett el Solomon hanglemezeket árulni 1941-ben.
Az R5 Records 2010. június 4-én zárt be és a rivális Dimple Recordsnak lett eladva, ami 2010 júliusának közepén nyitotta meg újra az üzletet.
A bostoni Tower Records épülete a Newbury Street és a Massachusetts Avenue kereszteződésén volt, és meghatározó szerepe volt a Newbury Street kereskedelmi értékének átalakulásában. A nyolcemeletes épület, melyet Frank Gehry tervei alapján az 1980-as évek végén felújítottak, jól látható a 90-es Interstate-autópályán keletre tartó forgalom számára. Az épületet 2002 és 2007 között egy Virgin Megastores-üzlet vette át, azóta azonban üresen áll.

### Internetes visszatérés
A montréali székhelyű Caiman, Inc. internetes kereskedővállalat 2007. június 1-jén újra megnyitotta a Tower Records weboldalát. A cég azt is bejelentette, hogy kilenc hónapon belül Los Angelesben, New Yorkban és San Franciscóban is Tower Records-üzleteket kíván újranyitni. Az újranyitási munkák segítésére Kevin Hawkinst bérelték fel, aki azonban George Scarlett egykori Tower-munkatárssal kilépett a Caimantól. 2009-ben Richard Flynnt nevezték ki a cég elnökének. A weboldal továbbra is montréali székhelyű maradt és az újranyitási tervekből semmi sem valósult meg.

## Nemzetközi üzletek

### Japán

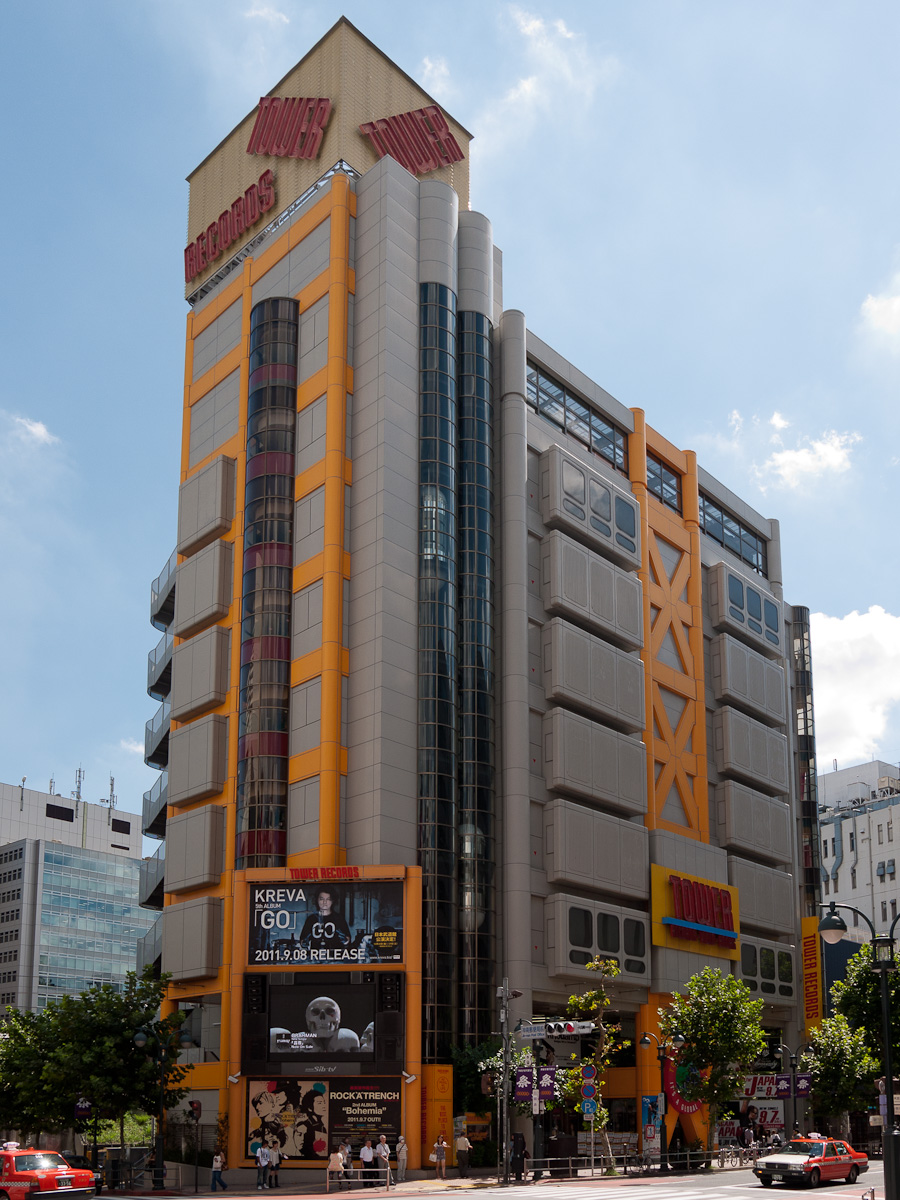
A sibujai Tower Records-üzlet

A Tower Records 1979-ben kezdte meg működését Japánban, az MTS Incorporated japán részlegeként. A következő évben Szapporóban megnyitották a szigetország első Tower-üzletét. 1981-ben megalapították az MTS japán leányvállalatát Tower Records Japan Inc. (TRJ) néven.
2002 októberében egy menedzsment kivásárlás keretében a Tower Records Japan független lett a nemzetközi áruházlánctól. A Tower Records 2006-os amerikai csődje nem volt hatással a Tower Records Japanre, mivel az teljesen függetlenül működik. 2014. október 1-jén a TRJ országszerte 85 üzletet működtetett közvetlenül, köztük 10 Tower Mini-boltot, illetve a sibujai üzletet, ami a világ egyik legnagyobb zenei áruháza 5000 m² (9 emelet) eladóterével. A TRJ jelenteti meg a Tower, a Bounce és az Intoxicate ingyenes magazinokat is.
A TRJ amellett, hogy a vezető CD-kereskedő Japánban a Napster Japan többségi részvényese volt, ami a TRJ és a Napster LLC közös vállalata volt. 2010. március 1-jén a Napster Japan és a TRJ bejelentette, hogy a Napster Japan összes szolgáltatását leállítják 2010. május 31-én a szolgáltatások további fenntartásért felelős rendszerek költségeinek előállításának nehézsége miatt.
A Tower Records Japan T-Palette Records néven egy lemezkiadó céget is üzemeltet, amely elsősorban idolelőadókra specializálódott.

### Egyesült Királyság
Az Egyesült Királyságban kezdetben a Tower Records kizárólag londoni érdekeltségű volt, első üzletét 1984-ben nyitották meg a Kensington High Streeten, melyet a következő évben egy 2300 m²-es főáruház követett a Piccadilly Circuson, majd később még kettő kisebb bolt Bayswaterben és Kingstonban. Az 1990-es évek elejére az áruházlánchoz már számos egyéb üzlet is tartozott, köztük nagy szórakoztató-központok is, melyekben filmeket, könyveket, magazinokat és játékokat is árultak. Ezen üzletek Birminghamben és Glasgowban voltak, de a cégnek számos kisebb üzlete is volt, melyeket a rivális, amerikai székhelyű Sam Goodytól vásároltak fel, amikor az kivonult az Egyesült Királyságból.
A brit piac egyre nehezedő körülményei, valamint a vállalat amerikai problémái miatt a cég követte a Sam Goodyt és kivonult az Egyesült Királyságból. A Piccadillyben és a Kensingtonban található üzleteket a Virgin Groupnak adták el 2003-ban, ami egy ideig továbbvitte a Tower-márkanevet, amíg az üzletet teljesen át nem alakították. A kensingtoni üzletet 2007 szeptemberében Zavvira nevezték át a Virgin Megastores menedzsment kivásárlása után. A Piccadilly-i üzletet 2009. január 14-én zárták be.

### Írország
A Tower Records Record & Discs Ltd. néven üzemelt Írországban az MTS Incorporated (USA) frachise-a alatt. 2014-ben két Tower-üzlet még mindig működött Írországban, mindkettő Dublinban, az egyik a Dawson Streeten Sound Bites néven, míg a másik az O’Connell Streeten az Eason épületében. A javaslatok szerint a Tower a többi ír nagyvárosba is terjeszkedhet az elkövetkezendő években.

### Kanada
A Tower Records Kanadában is üzemelt az 1990-es évek közepén, a Toronto Eaton Centre-ben található főáruháza 2001-ben zárt be.

### Mexikó
Mexikóban az első Tower Records-üzletet az 1990-es évek közepén nyitották meg Zona Rosában. A nemzetközi csőd után a mexikói üzleteket a Promotora Musical szerezte meg, azonban még működnek Tower Records-boltok Mexikóvárosban (Gran Sur és Mundo E), Pueblában (Las Animas) és Monterreyben (Paseo San Pedro).

### Thaiföld
A Tower Records évtizedekig működött Thaiföldön, amíg csődöt nem mondott. Egyik legnagyobb megaáruháza a  bangkoki CentralWorld bevásárlóközpontban volt. A vállalat az egyik legnagyobb zeneáruház volt az országban, ami importált CD-ket és zenei kiegészítőket árusított.